# Маслама аль-Маджрити
Абу́ль-Ка́сим Маслама́ ибн А́хмад аль-Куртуби́ аль-Маджри́ти (араб. مسلمة المجريطي‎, лат. Methilem; ум. 1007) — мусульманский астроном, алхимик, математик, экономист и учёный в исламской Испании.
Принял участие в переводе книги Птолемея «Planisphaerium», улучшил существовавшие переводы «Альмагеста», расширил и исправил астрономические таблицы (зиджи) аль-Хорезми, разработал таблицы для преобразования дат персидского календаря в исламский календарь (хиджру). Благодаря аль-Маджрити впервые могли быть точно датированы события прошлого Персии.
Маслама аль-Маджрити был одним из самых блестящих мусульманских учёных во время правления аль-Хакама II. По мнению Саид ибн Ахмад аль-Андалуси (англ. Said Al-Andalusi) он был лучшим математиком и астрономом своего времени в аль-Андалусе. Работая совместно с Ибн ас-Саффаром (англ. Ibn al-Saffar), он разработал новые геодезические методы. Его перу принадлежит книга о налогообложении и экономике аль-Андалуса. Он отредактировал и внёс некоторые изменения в «Энциклопедию» Братьев чистоты.
Маслама аль-Маджрити предсказал футуристический процесс научного обмена и появление сетей для научного общения. Он построил школу астрономии и математики, положившей начало организованных научных исследований в аль-Андалусе. Среди его учеников были такие известные учёные как Ибн ас-Саффар, Абу-с-Салт и ат-Туртуши (англ. At-Turtushi):64.
Арабский философ ибн Хальдун (1332—1406) ошибочно приписывал этому учёному-математику авторство гримуара «Цель мудреца» («Пикатрикс»).

## Сочинения
- Maslama al-Qurṭubī. The Book of the Rank of the Sage. Rutbat al-Ḥakīm / Text edited with an English Introduction by W. Madelung. — Bilingual edition. — Einsiedeln: Daimon Verlag, 2017. — 208 S. — (Corpus Alchemicum Arabicum. Vol. IV). — ISBN 3-9523880-0-9. (ар.) (англ.)